# Chris Tedjasukmana

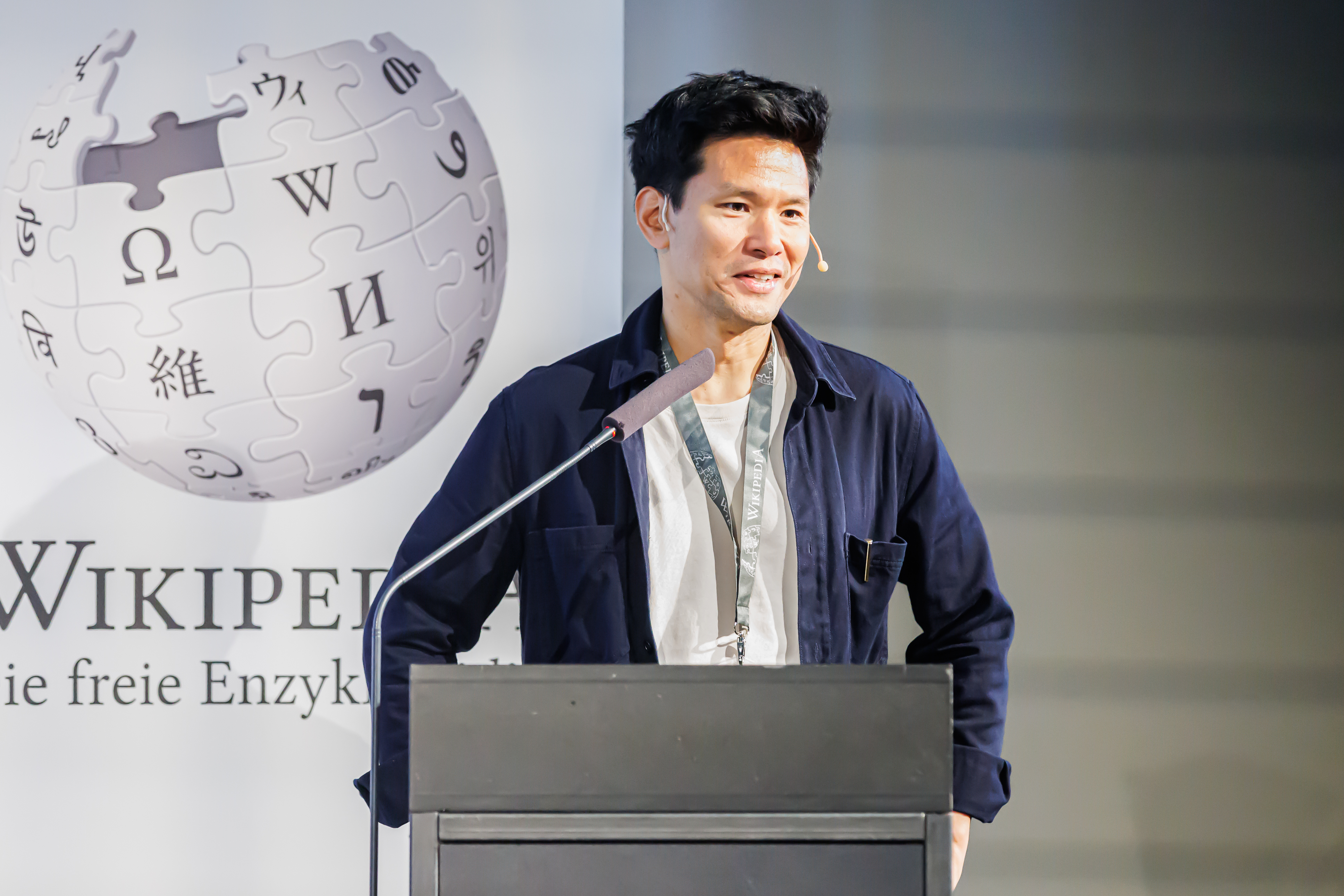
Chris Tedjasukmana auf dem Wikipedia-Zukunftskongress in Nürnberg (2024)

Chris Tedjasukmana (geboren 1979) ist ein deutscher Medienwissenschaftler. Er ist Professor für Alltagsmedien und Digitale Kulturen an der Johannes Gutenberg-Universität Mainz.

## Leben
Chris Tedjasukmana studierte an der Universität Frankfurt am Main. 2016–2017 war er Gastprofessor für Medientheorien an der Kunstuniversität Linz, 2018–2019 Gastprofessor für Medienphilosophie am Institut für Philosophie der Universität Wien, seit 2020 Professor für Alltagsmedien und Digitale Kulturen am Institut für Film-, Theater-, Medien- und Kulturwissenschaft der Johannes Gutenberg-Universität Mainz.

## Forschung
Tedjasukmana forscht zu Medientheorie, insbesondere zu sozialen Medien, Ästhetik, Videoaktivismus in sozialen Medien, medialer Gedächtniskultur und zu medialer Zeugenschaft.

## Schriften (Auswahl)

### Monographien und Herausgeberschaften
- Guido Kirsten, Chris Tedjasukmana (Hg.): Klassische Filmtheorien, Mainz 2021.
- Jens Eder, Britta Hartmann, Chris Tedjasukmana: Bewegungsbilder: Politische Videos in Sozialen Medien, Berlin 2020.
- Themenheft 1992, Montage AV: Zeitschrift für Theorie und Geschichte audiovisueller Kommunikation, Jg. 25, Nr. 2, 2016; hg. v. Stephen Lowry, Chris Tedjasukmana.
- Adina Lauenburger, Chris Tedjasukmana, Lisa Åkervall, Sulgi Lie (Hg.): Waking Life. Kino zwischen Technik und Leben, Berlin 2016.
- Chris Tedjasukmana: Mechanische Verlebendigung: Ästhetische Erfahrung im Kino, Reihe Film Denken, Paderborn 2014.
- Themenheft Politik, Montage AV: Zeitschrift für Theorie und Geschichte audiovisueller Kommunikation, Jg. 23, Nr. 2, 2014; hg. v. Guido Kirsten, Chris Tedjasukmana, Julia Zutavern.

### Aufsätze
- Chris Tedjasukmana, Jens Eder: Video Activism on the Social Web, in: Steve Presence, Mike Wayne, Jack Newsinger (Hg.): Contemporary Radical Film Culture: Networks, Organisations and Activists, London, New York 2020.
- Julia Leyda, Chris Tedjasukmana: Film studies, feminism, and film curating in Germany: An interview with Heide Schlüpmann and Karola Gramann, in: NECSUS. European Journal of Media Studies, 1, 2020.
- Jens Eder, Britta Hartmann, Chris Tedjasukmana: Bewegungsbilder 2.0: Videoaktivismus zwischen Social Media und Social Movements. Ein Arbeitsbericht, in: Augenblick. Konstanzer Hefte zur Medienwissenschaft, Nr. 72, 2018.
- Chris Tedjasukmana: Das Netzvideo als Flaschenpost: Sylvia Rivera und queere Filmgeschichte, in: Simon Dickel, Dagmar Brunow (Hg.): Queer Cinema, Mainz 2018.
- Chris Tedjasukmana: Zweischneidige Sichtbarkeit. Race, Kamera-Öffentlichkeit und The Bodyguard, in: Montage AV: 1992, Jg. 25, Nr. 2, 2016.
- Chris Tedjasukmana: Queere Theorie und Filmtheorie, in: Bernhard Groß, Thomas Morsch (Hg.): Handbuch Filmtheorie, Wiesbaden 2016.
- Chris Tedjasukmana: Bergson, das Kino und der Postvitalismus, in: Maria Muhle, Christiane Voss (Hg.): Black Box Leben: Zwischen Materialismus und Vitalismus, Berlin 2016.
- Chris Tedjasukmana: Kino, Leben, Melancholie, in: ders., Adina Lauenburger, Lisa Åkervall, Sulgi Lie (Hg.): Waking Life: Kino zwischen Technik und Leben, Berlin 2016.
- Chris Tedjasukmana: Negative Solidarität: Zur Aktualität Rainer Werner Fassbinders, in: Text + Kritik. Zeitschrift für Literatur: Rainer Werner Fassbinder, Nr. 103, zweite Auflage. Neufassung, 2015.
- Chris Tedjasukmana: Camp Realismus: Affekt, Wiederholung und die Politik des Melodrams in Todd Haynes’ Mildred Pierce, in: Thomas Morsch (Hg.): Genre und Serie, Paderborn 2015.
- Chris Tedjasukmana: Feel Bad Movement: Affekt, Aktivismus und queere Gegenöffentlichkeit, in: Käthe von Bose, Ulrike Klöppel, Katrin Köppert, Karin Michalski, Pat Treusch (Hg.): I is for Impasse. Affektive Querverbindungen in Theorie_Aktivismus_Kunst, Berlin 2015.
- Chris Tedjasukmana: Die Öffentlichkeit des Kinos: Politische Ästhetik in Zeiten des Aufruhrs, in: Montage AV: Politik, Jg. 23, Nr. 2, 2014.
- Chris Tedjasukmana: Rauschen und Rotation. Phantasmagorien der Geschichte, in: Jeronimo Voss (Hg.): Phantasmagorical Horizon, Berlin 2014.
- Chris Tedjasukmana: Noise and Rotation. Phantasmagorias of History, in: Jeronimo Voss (Hg.): Phantasmagorical Horizon, Berlin 2014.
- Chris Tedjasukmana: Mechanische Verlebendigung: Eine Genealogie des Kinos, in: Annette Brauerhoch, Nobert Otto Eke, Renate Wieser, Anke Zechner (Hg.): Entautomatisierung, München 2014.
- Chris Tedjasukmana: Die Erfahrung verlorener Möglichkeiten: Kracauer, Benjamin und die queere Geschichtsschreibung des Kinos, in: Drehli Robnik, Amália Kerekes, Katalin Teller (Hg.): Film als Loch in der Wand. Kino und Geschichte bei Siegfried Kracauer, Wien, Berlin 2013.
- Chris Tedjasukmana: Wie schlecht sind die schlechten Gefühle im Kino? Politische Emotionen, negative Affekte und ästhetische Erfahrung, in: Montage AV: Bad Feelings, Jg. 21, Nr. 2, 2012.
- Bini Adamczak, Mike Laufenberg, Felicita Reuschling, Sarah Speck, Chris Tedjasukmana: Einleitung, in Silvia Federici: Aufstand aus der Küche. Reproduktionsarbeit im globalen Kapitalismus und die unvollendete feministische Revolution, Band 1 in der Reihe Kitchen Politics – Queerfeministische Interventionen, Münster 2012.
- Christian Tedjasukmana: Postvitalism and Cinematic Experience: Cinema, Life, Melancholia, in: Stefanie Kiwi Menrath, Alexander Schwinghammer (Hg.): What does a Chameleon Look Like? Topographies of Immersion, Köln 2011.
- Christian Tedjasukmana: Queer Life in Dark Rooms: AIDS, Melancholie und die öffentliche Intimität des Kinos, in: Doris Kern / Sabine Nessel (Hg.): Unerhörte Erfahrung. Texte zum Kino, Basel, Frankfurt am Main 2008.
- Chris Tedjasukmana: Unter die Haut gehen, zur Welt sein und anders werden: Die Politik der Körper bei Claire Denis, Maurice Merleau-Ponty und Michel Foucault, in: Nach dem Film: Kino zwischen Text und Körper, Nr. 10, 2008.